# カシマさん
カシマさんとは、日本の都市伝説の一種。鹿島大明神、カシマさま、カシマレイコ、仮死魔霊子などとも呼ばれる。

## 概要
「過去に起きた悲惨な事件」の話を知ってしまった者に、電話や夢で「謎」の問いかけがある。これに正しく答えられないと身体の一部を奪われ死ぬ、というもの。その導入部の一例として
- 「終戦直後の混乱期に、米兵に強姦された女性が列車に投身自殺をした」

などがあり、他にも数多くのバリエーションが伝わる。
近年は女性と言われることも多いが噂の発生時には男性の傷痍軍人だったとも言われる。
最近のインターネット上では、「終戦直後の米兵が行き来する時代に、女性が米兵に強姦された挙句に両手足を撃たれたが、そこを医者が通りかかって一命を取り留めたが両手足を失い、女性は自分の美しさにプライドを持っていたので、そのショックで列車に投身自殺をしたが...」というパターンが見受けられ、上記二つを混ぜ合わせたと考えられる。
また、上記以外にもトイレに現れるパターンもあるが一律して「聞いた人間の所に現れる」「命を奪われる」「体が欠損している」のいずれかが織り込まれている。
昭和後期のサブカルチャーに詳しいライターの初見健一は、「口裂け女」の噂が日本全国の子供に流布した1978年以降に"二番煎じ"の形で流布し「口裂け女の本名はカシマレイコ」というとする流言を耳にした自らの経験から、「口裂け女」の噂と何らかの関係性がある可能性に言及している。

## 委細・派生
「謎」の内容は、「脚いるか?」・「この話を誰に聞いた?」とされることが多く、「正しい答え」としては
- 「手をよこせ」と言われたら「今使ってます」
- 「脚をよこせ」と言われたら「今必要です」
- 「その話を誰から聞いた」と聞かれたら「カシマさん」・「カは仮面（火事）のカ、シは死のシ、マは魔のマ、レイは霊のレイ、コは事故のコ」

などが有名であり、謎・正解とも多くのバリエーションが存在する。
- 現れるものは、「身体の一部が欠損した女性[5]、身体がケロイド状の女性、旧日本軍兵士」[5]など様々である。
- 「この呪いに起因すると思われる事件の起きた場所に印をつけ、線で結んでいくと、頭、腕、足がない胴体の輪郭になった」と続く派生もある（概要で記した、米兵に暴行を加えられた挙句に弾丸を打ち込まれた女性のパターンに見受けられる）。
- 「加古川市と高砂市で、この呪いによる死亡事件が新聞で報道されパニックになった」という話が付加される場合もある（上記と同様）。
- 「テケテケ」の正体として語られることもある（インターネットでも語られるが、映画作品においてネット上で多く見られる米兵に弾丸を撃ち込まれた女性の設定を利用して「正体はカシマレイコ」と語られた）。

## 鹿島大明神
- 「鹿島神社と関係がある」とする派生もある。この場合「カシマさん。助けてください」と唱えることで脅威が去ることから「カシマさん」は人を襲う怪異ではなく、その怪異の天敵として人を助ける側になる。